# زريزر
زريزر بلدية تابعة لدائرة البسباس بولاية الطارف الجزائرية.

## الموقع الجغرافي
تقع بين عصفور و البسباس يقطنها حوالي 18000 نسمة